# 吳元翰
吴元翰（？—？），广东广州府順德縣軍籍，黎村人。

## 生平
天啓四年（1624年）甲子科广东乡试举人，天啓五年（1625年）联捷乙丑科進士，历任兵部车驾司郎中、陕西参议。

## 家族
祖父嘉靖三十七年戊午举人、四十年乙丑會試副榜吳譽聞，选许州学正，主大梁书院，迁邵武府推官，丁外艰，副阕，补郧阳府。丁丑转独山知州，勾当六卫事务，庚辰以招苗甕袍功受欽賞，辛巳升思恩府同知，寻罢归，著有《绿墅堂集》。